# شوی تایرا بنکس
شوی تایرا بنکس (انگلیسی: The Tyra Banks Show) یک برنامه تاک شو به کارگردانی و اجرا تایرا بنکس می‌باشد که در سال‌های ۲۰۰۵ تا ۲۰۱۰ از شبکه سی‌دابلیو پخش شد. بنکس در این برنامه به موضوعات مختلف اجتماعی می‌پردازد. در یک قسمت ویژه در این برنامه به بیماری‌های روانی پرداخته شد.